# آلان ماك
آلان ماك (بالصينية: 麥兆輝) هو كاتب سيناريو ومخرج وممثل صيني، ولد في 1968 بهونغ كونغ في الصين. من الجوائز التي نالها جائزة الحصان الذهبي لأفضل مخرج ‏ عن عمل شؤون جهنمية سنة 2003 وHong Kong Film Award for Best Director ‏.

## أعمال

### أفلام
- (2002) شؤون جهنمية
- (2006) المغادرون[5]

## جوائز
- جائزة الحصان الذهبي لأفضل مخرج [الإنجليزية]‏، عن عمل: شؤون جهنمية (2003)
- Hong Kong Film Award for Best Director [الإنجليزية]‏

## وصلات خارجية
- آلان ماك على موقع IMDb (الإنجليزية)
- آلان ماك على موقع ألو سيني (الفرنسية)
- آلان ماك على موقع أول موفي (الإنجليزية)
- آلان ماك على موقع قاعدة بيانات الأفلام السويدية (السويدية)
- آلان ماك على موقع قاعدة بيانات الفيلم (الإنجليزية)
- آلان ماك على موقع كينوبويسك (الروسية)